# Лешноволя (гмина)
Лешноволя (пол. Lesznowola) — сельская гмина (волость) в Польше, входит как административная единица в Пясечинский повет, Мазовецкое воеводство. Население — 15 237 человек (на 2004 год).

## Демография
| Перепись                       | Всего   | Всего | Женщины | Женщины | Мужчины | Мужчины |
| ------------------------------ | ------- | ----- | ------- | ------- | ------- | ------- |
| Единицы                        | человек | %     | человек | %       | человек | %       |
| Население                      | 15 237  | 100   | 7793    | 51,1    | 7444    | 48,9    |
| Плотность населения (чел./км²) | 220,3   | 220,3 | 112,7   | 112,7   | 107,6   | 107,6   |

## Сельские округа
1. Гарбатка
2. Яблоново
3. Янчевице
4. Язгажевщызна
5. Лозиска
6. Лешноволя
7. Колёня-Лешноволя
8. Лазы
9. Лазы
10. Лазы-Друге
11. Магдаленка
12. Марысин
13. Мрокув
14. Стахово
15. Колёня-Мроковска
16. Мысядло
17. Нова-Воля
18. Нова-Ивична
19. Подольшин
20. Стара-Ивична
21. Стефаново
22. Лещынка
23. Вильча-Гура
24. Владыславув
25. Воля-Мроковска
26. Варшавянка
27. Вулька-Косовска
28. Косув
29. Замене
30. Згожала

## Соседние гмины
1. Гмина Надажин
2. Гмина Пясечно
3. Гмина Рашин
4. Гмина Тарчин
5. Варшава